# Josef Staub
Josef Staub (* 30. November 1931 in Baar; † 2. November 2006 in Schlieren) war ein Schweizer Bildhauer, Plastiker und Maler. Sein Werk umfasst Platz- und Umweltgestaltung, Kunst am Bau, Chrom- und Eisenplastiken, Skulpturen, Objektkunst, Malerei, Zeichnungen und Collagen.

## Leben und Werk

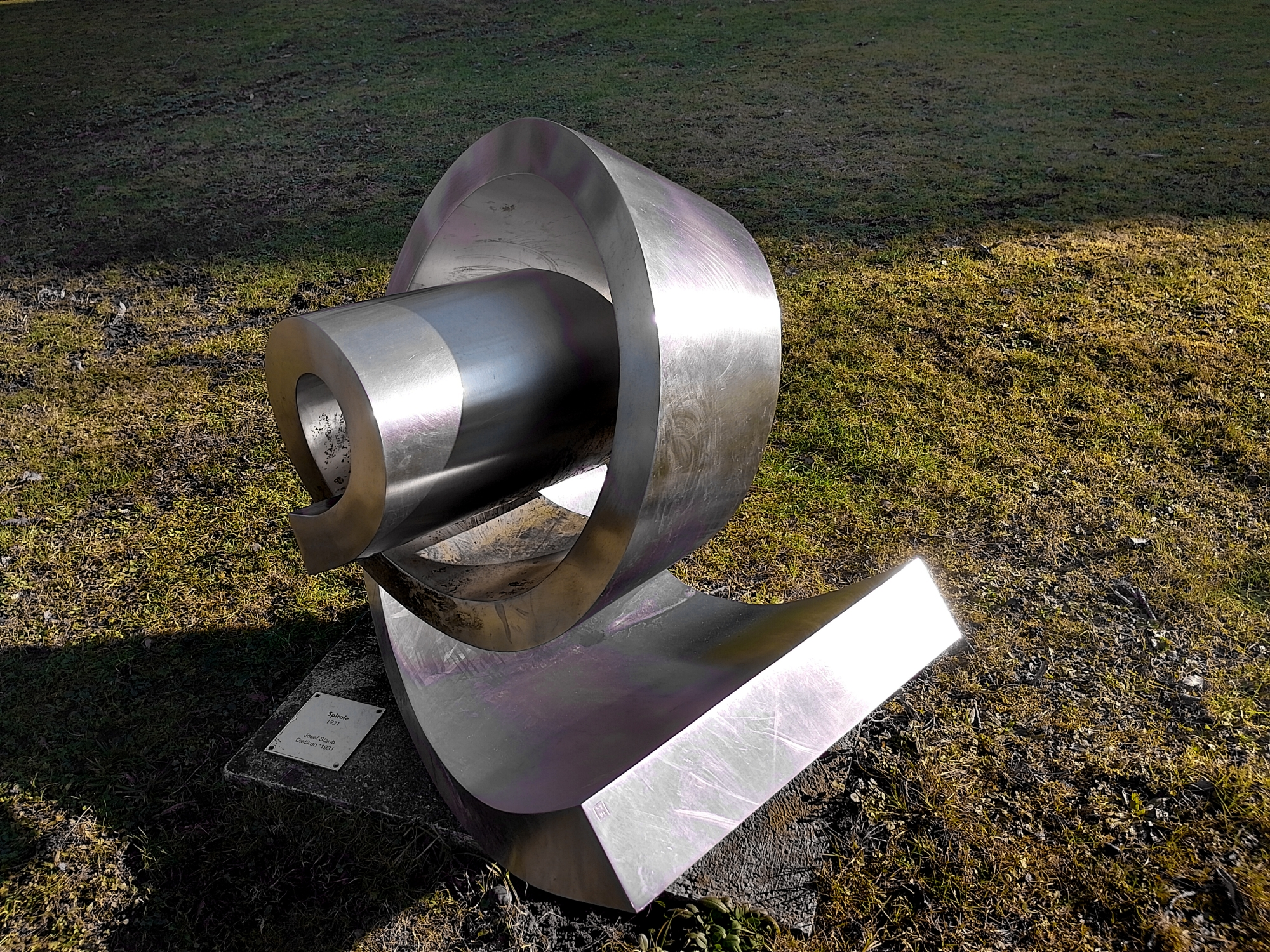
Spirale im Park der Villa am Aabach in Uster.

Josef Staub interessierte sich schon als Jugendlicher für die Bildende Kunst und konnte seinen Wunsch, Grafiker zu werden, vorerst nicht verwirklichen. So absolvierte er eine Ausbildung zum Maurer und Kranführer und hatte später als Bauleiter seine eigene Baufirma, die er 1970 aufgab.
Josef Staubs künstlerische Ausbildung erfolgte vorwiegend autodidaktisch. 1950 entstanden erste Ölbilder und 1956 trat er erfolgreich mit seiner Malerei an die Öffentlichkeit. In der Folge lernte er u. a. Gisele Réal in Ascona kennen, wo er auch viele der damals bekannten Künstler traf. Später hatte Josef Staub Kontakt zu Innerschweizer Künstlern. Ab 1956 schuf er seine ersten Metall- und Steinreliefs.

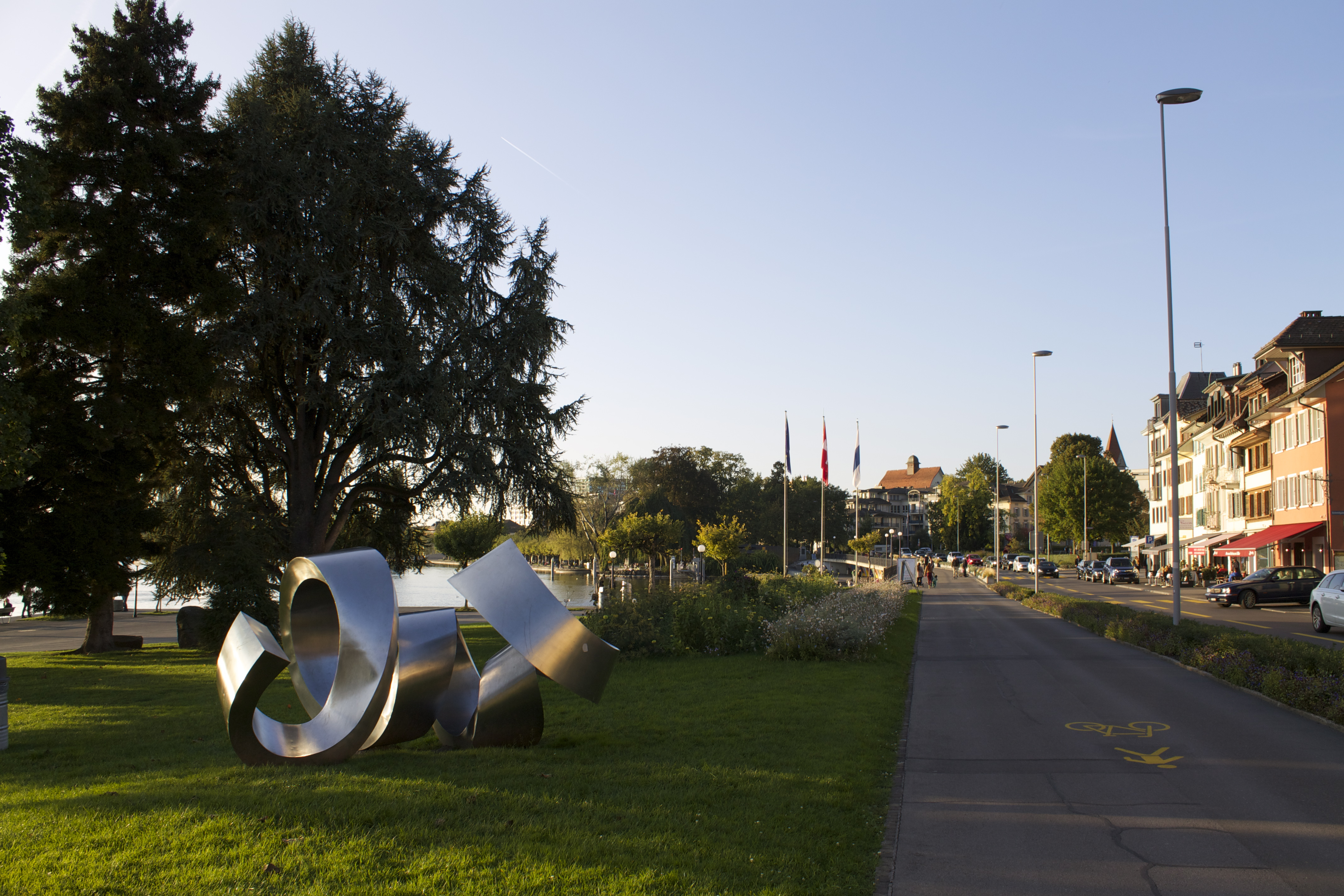
Plastik in Zug

1957 heiratete Josef Staub und erhielt ein Eidgenössisches Kunststipendium. 1958 erhielt er ein Stipendium von der Kiefer-Hablitzel-Stiftung sowie 1959 nochmals ein Eidgenössisches Kunststipendium. In den 1960er-Jahren experimentierte er mit Aluminium- und Bronzeguss. Angeregt durch die Werke von Jean Arp, Constantin Brancusi und Max Bill entdeckte Staub in den 1970er-Jahren für sich den Chromstahl. In der Folge beteiligte er sich immer häufiger an Skulpturenausstellungen im In- und Ausland, u. a. an der 4. Documenta in Kassel.
Josef Staub erhielt Aufträge für Kunst am Bau u. a. in Zug, Zürich, im Aargau, in Solothurn und in St. Gallen. In den 1970er- und 1980er-Jahren schuf er vorwiegend Werke für Spanien, Frankreich, Italien und die Vereinigten Staaten. Josef Staub nahm ab 1972 regelmässig an der Art Basel teil und war ab 1996 an verschiedenen internationalen Kunstmessen vertreten. Seine Werke stellte er in wichtigen Gruppenausstellungen in der Schweiz, in Italien, Deutschland, Österreich, Israel und den Vereinigten Staaten aus. Zudem befinden sie sich im öffentlichen Besitz sowie in Privatsammlungen im In- und Ausland.
Vom 30. August bis zum 12. Oktober 2024 präsentierte die Galerie lange+pult die Werke von Josef Staub in einer Einzelausstellung, verschiedene Skulpturen, Plastiken, Collagen und Zeichnungen.
In starkem ästhetischem Kontrast zur Plastik, die von der präzisen Handhabung des Materials bestimmt ist, steht die Malerei Josef Staubs, die er neben der plastischen Arbeit nie ganz aufgab.